# Atlantoscia rubromarginata
Atlantoscia rubromarginata is een pissebed uit de familie Philosciidae. De wetenschappelijke naam van de soort is voor het eerst geldig gepubliceerd in 1999 door Araujo & Leistikow.